# Géographie des Palaos
Les Palaos sont composés de huit îles principales et plus de 250 petites îles situées en mer des Philippines et dans l'océan Pacifique. Ce pays est situé à environ 868 kilomètres à l'est de Mindanao, aux Philippines. Les îles Palaos constituent la partie la plus occidentale de la chaîne des îles Carolines.

## Ressources naturelles

### Pétrole
Des réserves de pétrole semblent être présente aux alentours du récif Velasco près de l'île de Kayangel. 
Une task force fut établie en 2007, avec un financement de la Banque asiatique de développement afin d'étudier l'impact possible de l'exploration et de la production sur l'environnement, l'économie et les communautés des Palaos. 

### Gaz naturel
Les explorations afin de déterminer la présence ou non de gaz naturel ont été limitées du fait des craintes environnementales. 

### Minéraux
Le pays ne possède pas de ressources minérales notables. Les réserves de phosphates ayant existé dans les États de Peleliu et Angaur sont désormais épuisées.

## Sources

### Lectures approfondies
- Atlas of Micronesia, 2nd edition, Bruce G. Karolle, Bess Press, Hawaii,  (ISBN 1-880188-50-3)